# یناعه (روستا)
 یناعه  به عربی ( الیَناعة ) روستایی در ناحیهٔ (وادی خمر) در استان اِب در کشور یمن در شبه جزیره عربستان است. 

## جمعیت
جمعیت آن ( ۲۰۷ ) نفر (۹ خانوار) می‌باشد.